# Флаг Шахтёрска (Донецкая область)
Городской флаг Шахтёрска — официальный символ города Шахтёрск Донецкой области. Утвержден 9 июля 2003 года по решению № IV/10-333 сессии городского совета. Автор флага — Александр Владимирович Борищук, житель Шахтёрска.

## Описание
В левой верхней части терракотового прямоугольного полотнища с отношением сторон 2∶3 находятся две равные полоски стального синего и чёрного цветов, на которых расположено золотое восходящее солнце, отражающее 5 золотых бликов — флаг Донбасса.